# متصفح تور
دارك ويب
تصفح تور (بالإنجليزية: Tor Browser) هو إصدار محدّث ومطوّر أمنيًا من متصفح موزيلا فيرفُكس. وهو برنامج حرّ ومفتوح المصدر يتيح المجهولية وتجاوز الرقابة على الإنترنت. وخلافًا لبقية متصفحات الإنترنت، فإن متصفح تور:
- يحافظ على المجهولية الرقميّة من خلال إخفاء عنوان IP الخاص بالمستخدم.
- يتجاوز الرقابة الرقمية عبر إتاحة الوصول لمواقع وصفحات الوِب المحجوبة.
- لا يشمل وظائف تعقّبٍ بشكل افتراضي.
- لا يتاجر ببيانات المستخدمين.
- مدعومٌ وموصىً به من قبل بعض أشهر خبراء الأمان الرقمي في العالم

## ما هو متصفح تور
متصفح تور خدمة يديرها متطوعون، توفر الخصوصية وإخفاء الهوية على الإنترنت عبر تمويه هويتك وإخفاء المواقع التي تتصل بها. كما تحميك الخدمة من شبكة تور نفسها. يمكنك ضمان بأنك ستبقى مجهول الهوية لمستخدمي تور الآخرين.
يقدم متصفح تور طريقة سهلة وسريعة للاتصال بشبكة تور للأشخاص الذين قد يحتاجون أحياناً للخصوصية وإخفاء الهوية عند فتح مواقع الإنترنت.
يعمل متصفح تور مثل متصفح صفحات الإنترنت. متصفحات الويب هي البرامج التي تستخدمها لعرض مواقع الويب. ومن الأمثلة على ذلك كروم وفايرفوكس وسفاري. على عكس متصفحات الويب الأخرى متصفح تور يرسل اتصالاتك من خلال تور مما يجعل من الصعب بالنسبة للأشخاص الذين يراقبونك معرفة ما تفعله على الانترنت والمواقع التي تستخدمها لمعرفة ماذا تستخدم.

## طريقة العمل
يعتمد متصفح تور في عمله على شبكة تور، والتي تعمل بدورها باستخدام برنامج حر ومفتوح المصدر (FLOSS)، وهي مصممة بغرض الحفاظ على المجهولية الرقميّة وتجاوز الرقابة.
تتألف شبكة تور من آلاف الخوادم المشغّلة من قبل متطوعين حول العالم. يختار متصفح تور ثلاثًا من عقد تور ويتصل بالانترنت عبرهم عند كل اتصال جديد. الأمر الذي يؤدي إلى تعمية كل جزء من هذا المسار لدرجة لا تعلم العقد نفسها المسار الكامل الذي ترسل وتستقبل البيانات عبره.
سيبدو تصفحك للانترنت قادمًا من عنوان IP مختلفٍ ومن بلدٍ مختلفٍ عند استخدام متصفح تور. كنتيجةٍ لذلك فإن متصفح تور يخفي عنوان IP خاصتك عن مواقع الويب التي تزورها، وفي الوقت ذاته يخفي المواقع التي تزورها عن الطرف الثالث الذي يحاول تّعقّب نشاطك على الإنترنت. كما أنه لا يمكن لأيّة عقدةٍ من عقد تور أن تعرف كلًّا من عنوان IP خاصتك ومواقع الوِب التي تزورها (على الرغم من أن بعض العقد ستعلم إحدى هاتين المعلومتين).
إضافة إلى ذلك، يعمّي تور اتصالَك بشبكتِه وعبرَها. لكن ذلك لا يعني الحماية بشكل كامل، إذ لا يمكن تعمية كامل المسار عند اتصالك بالمواقع التي يمكن الوصول لها بقنواتٍ غير معمّاة (أي المواقع التي لا تدعم بروتوكول HTTPS).
يتيح لك تور تصفح مواقع الويب بمجهولية وتجنّب التعقب عبر الإنترنت، وذلك بفضل إخفائه الاتصال بينك وبين المواقع التي تزورها. كما يمكّنك من تجاوز فلاتر حجب المواقع، مما يتيح الوصول لمحتوى هذه المواقع (أو ن
شر المحتوى فيها).

## حول متصفح تور
1. يُعتبر متصفح تور أداة فعّالة إذا كنت بحاجة لتجاوز الرقابة على الإنترنت للوصول إلى مواقع ويب محدّدة. وهو أداة مفيدة في حال عدم رغبتك بأن يعرف مزود خدمة الإنترنت (مزود خدمة الإنترنت)مزود خدمة الإنترنت (مزود خدمة الإنترنت) ماهية المواقع التي تزورها، أو إذا كنت ترغب بألا تعرف هذه المواقع موقعك الجغرافي وعنوان IP الحقيقيّ الخاص بك.
2. يُرسل متصفح تور بياناته فقط عبر شبكة تور بشكل افتراضيّ. في حين تتّصل بقية البرامج على جهازك بشكلٍ مباشر بمزود خدمة الإنترنت لديك. يمكنك التحقّق من اتصال متصفّحك بشبكة تور عن طريق صفحة Tor Check على العنوان التالي https://check.torproject.org. علاوةً على ذلك، يفترض تور أنك ستتعامل بحذر، مسؤولية، وقدرة على التبصّر أثناء تصفح المواقع الجديدة أو غير المألوفة.[8]
3. يُعمّي متصفح تور جميع اتصالاتك ضمن شبكة تور. على الرغم من ذلك، يجب أن تنتبه إلى أنّه لا يمكن لتور تعمية بياناتك بعد خروجها من شبكة تور. لذا نوصي بشدّة باستخدام بروتوكول بروتوكول نقل النص التشعبي الآمن لحماية بياناتك المُرسلَة والمُستقبَلة بين العقدة الأخيرة في شبكة تور وبين المواقع التي تتصل بها.[9]